# ساتاوال
ساتاوال یک آب‌سنگ حلقوی جدا افتاده در جزایر کارولین است. همچنین ساتاوال خاوری‌ترین آبخوست ایالت یاپ در ایالات فدرال میکرونزی و نزدیک به ۷۰ کیلومتر (۴۳ مایل) در خاور لاموترک است. جمعیت آن ۵۰۰ نفر است که در مساحتی به اندازه ۱ کیلومتر مربع (۰٫۳۹ مایل مربع) زندگی می‌کنند.

## جغرافیا
با پهنای ۰٫۸ کیلومتر (۰٫۵۰ مایل) درازای آبخوست ۲ کیلومتر (۱٫۲ مایل) از شمال خاور تا جنوب باختر است. ساتاوال در بالای یک آب‌سنگ مسطح با آبسنگ حاشیه‌ای باریک قرار دارد. مساحت کل خشکی آن ۱٫۳ کیلومتر مربع (۰٫۵۰ مایل مربع) است و از درخت نارگیل و درخت نان پر شده است. چون برای قایق‌های بزرگ، لنگرگاه وجود ندارد بازدیدکنندگان کمی به ساتاوال می‌روند. آب‌سنگ حلقوی پیاگیلو در ۷۱ کیلومتر (۴۴ مایل) شمال باختر، بخشی از منطقه شهرداری ساتاوال به شمار می‌آید.

## فرهنگ
زبان بومی این آب‌سنگ حلقوی، زبان ساتاوالیایی است که یک زبان چوکیایی نزدیک به زبان ولئیایی است. جمعیت کل ساتاوال نزدیک به ۵۰۰ نفر است. با وجود قرار داشتن در ایالت یاپ، مردم ساتاوال پیوندهای نزدیک فرهنگی و زبانی با مردم ایالت چوک دارند.
زندگی مردم ساتاول از راه ماهی‌گیری و کشاورزی مانند نارگیل، میوه نان، و تارو می‌گذرد. آنان برای خواب، خانه‌های کوچکی از کاهگل می‌سازند و و از تنه درختان نان برای ساخت قایق استفاده می‌کنند. پایه مراسم فرهنگی، رقص و داستان‌سرائی است. نوشیدنی الکلی آنها شراب نخل است که "تیوبا" نام دارد و از دم کردن شیر نارگیل تخمیر شده بدست می‌آید.

## تاریخ
در ۱۸۹۹ امپراتوری استعماری آلمان، بر همه آبخوست‌های جزایر کارولین ادعای مالکیت کرد. پس از جنگ جهانی اول، این آبخوست‌ها به کنترل امپراتوری استعماری ژاپن در آمدند. پس از جنگ جهانی دوم، ایالات متحده آمریکا کنترل این آبخوست‌ها را به عهده گرفت. از ۱۹۴۷ آب‌سنگ حلقوی ساتاوال به عنوان بخشی از قلمرو تراست جزایر اقیانوس آرام مدیریت شد و در ۱۹۷۹ بخشی از ایالات فدرال میکرونزی شد.
در ۱۹۹۴ کشتی باری «Oceanus» به دلیل چشم‌چرانی ناخدای آن از زنان بدون بالاتنه ساتاوال، از مسیر کشتی‌رانی اصلی منحرف شد. کشتی در نزدیکی آب‌سنگ مرجانی «وِنیمُنگ» به گل نشست. منبع اصلی خوراک ساکنان آبخوست و ۱۳،۰۰۰ متر مربع از آب‌سنگ مرجانی ویران شدند. شرکت بیمه کشتی باربری، ۲۰ میلیون دلار آمریکا به ساکنان ساتاوال خسارت پرداخت کرد.

## ناوبران خبره
ساکنان آب‌سنگ حلقویِ ساتاوال برای روش‌های ناوبری سنتی خود بدون بهره‌گیری از ابزار و تنها بر پایه دانش ستاره‌شناسی و دریایی خود شناخته می‌شوند. با وجود جمعیت اندک، مردم ساتاوال بر پایه سنت‌های خود، کانو و ناوبران خبره بسیاری را پرورش داده‌اند.